# Lettres de femmes
Pour plus de détails, voir Fiche technique et Distribution.
Lettres de femmes est un court métrage d'animation français réalisé par Augusto Zanovello, sorti en 2013.
Il remporte le prix du public pour un court métrage lors du festival d'Annecy 2013.

## Synopsis
Pendant la Première Guerre mondiale, Simon l'infirmier soigne les soldats blessés par les lettres d'amour envoyées par leur femmes, lettres qui ont le pouvoir de guérir ces soldats en papier.

## Fiche technique
- Titre : Lettres de femmes
- Réalisation : Augusto Zanovello
- Scénario : Augusto Zanovello et Jean-Charles Finck
- Direction Artistique : Arnaud Béchet
- Musique : Christian Perret
- Montage : Étienne Jeantet
- Producteur : Gilbert Hus et Luc Camili
- Production : Pictor Média et XBO Films
- Distribution : Agence du court métrage et Project Images Films
- Pays d'origine :  France
- Durée : 11 minutes
- Date de sortie : 
  -  France : 10 juin 2013
  -  Japon : 22 juin 2013

## Distribution
- Constantin Pappas : Simon
- Adeline Moreau : Madeleine
- Jérôme Pauwels
- Martial Le Minoux
- Véronique Uzureau

## Distinctions
- 2013 : Lors de l'édition 2013 du festival international du film d'animation d'Annecy, le film reçoit le prix du public[1].
- 2014 : Gagnant du Meilleur film d'animation au Festival international du court-métrage de l'Outaouais.
- 2014 : Nomination pour le César du meilleur court-métrage d'animation.